# Cabassous chacoensis
Cabassous chacoensis (Чакський голохвостий броненосець або Малий голохвостий броненосець) — це один з видів південноамериканських броненосців.
Найменший серед голохвостих броненосців, довжиною 30 см (тоді як розміри інших видів варіюються від 32 до 46 см). Вуха в них також меншого розміру, і мають характерні м'ясисті розширення на передньому краї, відсутні у споріднених видів.
Як випливає з назви, Чакський голохвостий броненосець поширений в регіоні Гран-Чако, на заході Парагваю та на півночі центральної Аргентини. Його також можна знайти в Болівії, та, імовірно в Бразилії. В цьому регіоні він полюбляє напівпосушливі, а не вологі місця, Відомо, що він веде нічний спосіб життя і активно риє нори. Харчуються в основному мурахами і термітами. Повідомляється. що він видає гарчання і народжує одне дитинча за раз.